# Zhantoro Satybaldiyev
Zhantoro Satybaldiyev (6 de marzo de 1956) es un político kirguiso que ocupó el cargo de Primer ministro de Kirguistán desde el 5 de septiembre de 2012 hasta el 25 de marzo de 2014.

## Primer ministro
Fue elegido primer ministro tras la caída del gobierno de Omurbek Babanov en agosto por las acusaciones de corrupción y la fuerte caída del PIB que llevaron a la ruptura de la coalición de gobierno liderada por el Partido Socialdemócrata de Kirguistán. Satybaldiyev fue elegido por el Parlamento por 111 votos de 113 posibles, formando un gobierno con todos los partidos parlamentarios salvo el Ata Zhurt, el partido con más diputados, y el Respublika, el partido de Babanov. Fue elegido como un candidato neutral y en su discurso de investidura aseguró que se tomarían duras medidas contra la corrupción y de ajuste, para lograr confianza y atraer inversiones extranjeras. Uno de los problemas más acuciantes que tuvo que afrontar al tomar posesión del cargo fueron las protestas del Ata Zhurt para que se nacionalizara la mina de oro de Kumtor, en manos de una compañía canadiense. Ata Zhurt, con una fuerte presencia en el sur más nacionalista y empobrecido, llegó a liderar una protesta violenta en la mina que acabó con tres parlamentarios detenidos. Antes estas fuertes protestas Satybaldiyev tuvo que viajar a la mina el 1 de octubre, garantizando que la mina no será nacionalizada.